# Lepomis macrochirus
Lepomis macrochirus (denominato volgarmente in lingua inglese bluegill) è una specie di pesci di acqua dolce appartenente alla famiglia dei Centrarchidae.
Originario del Nordamerica, vive nelle correnti, fiumi, laghi e stagni. Lo si trova comunemente ad est delle Montagne Rocciose. Abitualmente si cela attorno, e dentro, vecchi ceppi d'albero ed altre strutture subacquee. Esso può vivere sia in acque profonde che in acque basse e muove spesso in avanti o all'indietro. Trova spesso rifugio tra le piante acquatiche ed all'ombra di alberi lungo le rive.
Può crescere fino a 30 cm di lunghezza e ad oltre 2 kg di peso. Il suo colore lo distingue bene: blu scuro e porpora sul muso e sulla copertura delle branchie, bande color oliva scuro ai lati e un ventre di arancione o giallo vivi. Si tratta di animali onnivori che mangiano ogni cosa che possa essere inghiottita dalla loro bocca. Si cibano prevalentemente di piccoli insetti acquatici e pesciolini e costituiscono un ruolo chiave nella catena alimentare, essendo preda di altri pesci quali muskie, valleye, spigole e uccelli quali aironi, martin pescatori ed altri predatori quali tartarughe serpentine e lontre. Possono anche vivere in acque salmastre, tollerando fino a 1,8% di salinità.
Sono stati trasferiti anche in altri continenti, ma in alcuni paesi, come Germania e Giappone, sono considerati pesci infestanti.

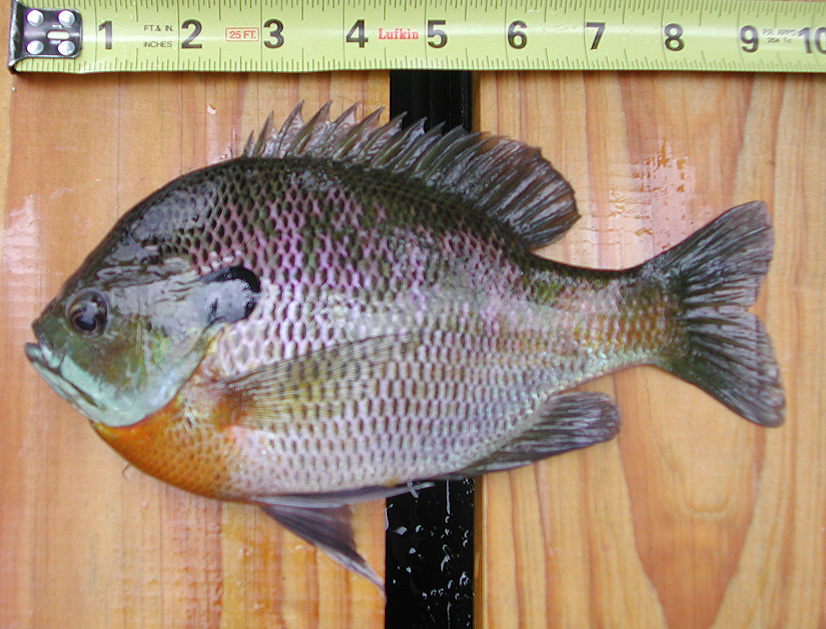
Bluegill pescato e rilasciato nel Lago Lanier a Buford in Georgia il 14 giugno 2005.